# Joe Bugel
Joseph John Bugel, dit Joe Bugel, né le 10 mars 1940 à Pittsburgh et mort le 28 juin 2020, est un entraîneur américain de football américain dans la National Football League (NFL). 
Spécialiste de la ligne offensive, il est considéré comme l'un des meilleurs entraîneurs de la NFL, notamment lors de son passage aux Redskins de Washington dans les années 1980, où il contribue à la victoire lors des Super Bowls XVII et XXII. 